# Юліус Брінк
Юліус Брінк  (нім. Julius Brink, 6 липня 1982) — німецький пляжний волейболіст, олімпійський чемпіон.

## Виступи на Олімпіадах
| Олімпіада   | Дисципліна       | Місце |
| ----------- | ---------------- | ----- |
| Пекін 2008  | пляжний волейбол | =19   |
| Лондон 2012 | пляжний волейбол | 1     |